# Atylotus petiolateinus
Atylotus petiolateinus är en tvåvingeart som beskrevs av Leclercq 1967. Atylotus petiolateinus ingår i släktet Atylotus och familjen bromsar. Inga underarter finns listade i Catalogue of Life.